# Hudson Pacemaker (1950)
Hudson Pacemaker – samochód osobowy produkowany pod amerykańską marką Hudson w latach 1950–1952.

## Galeria

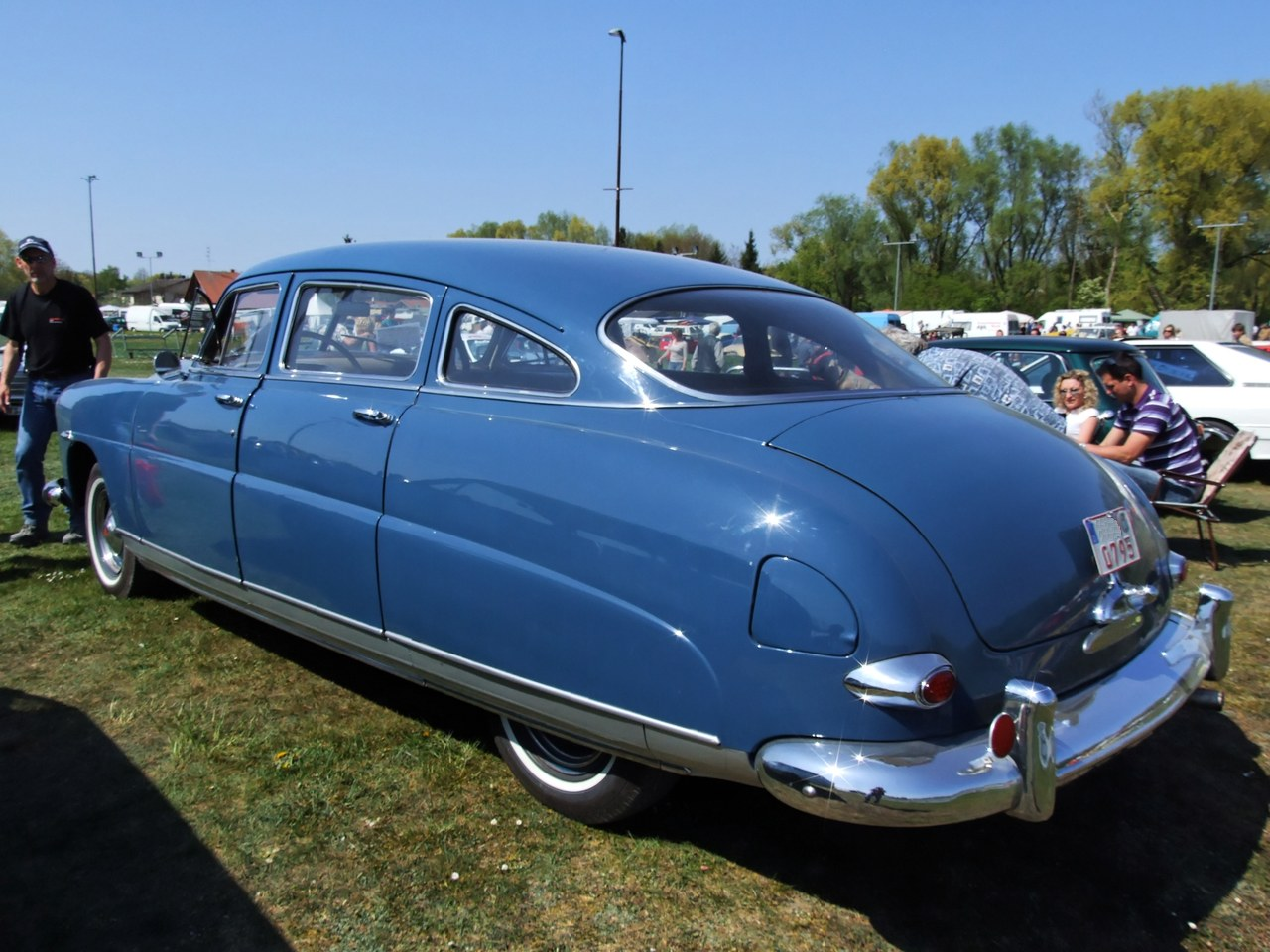
Hudson Super Six - tył
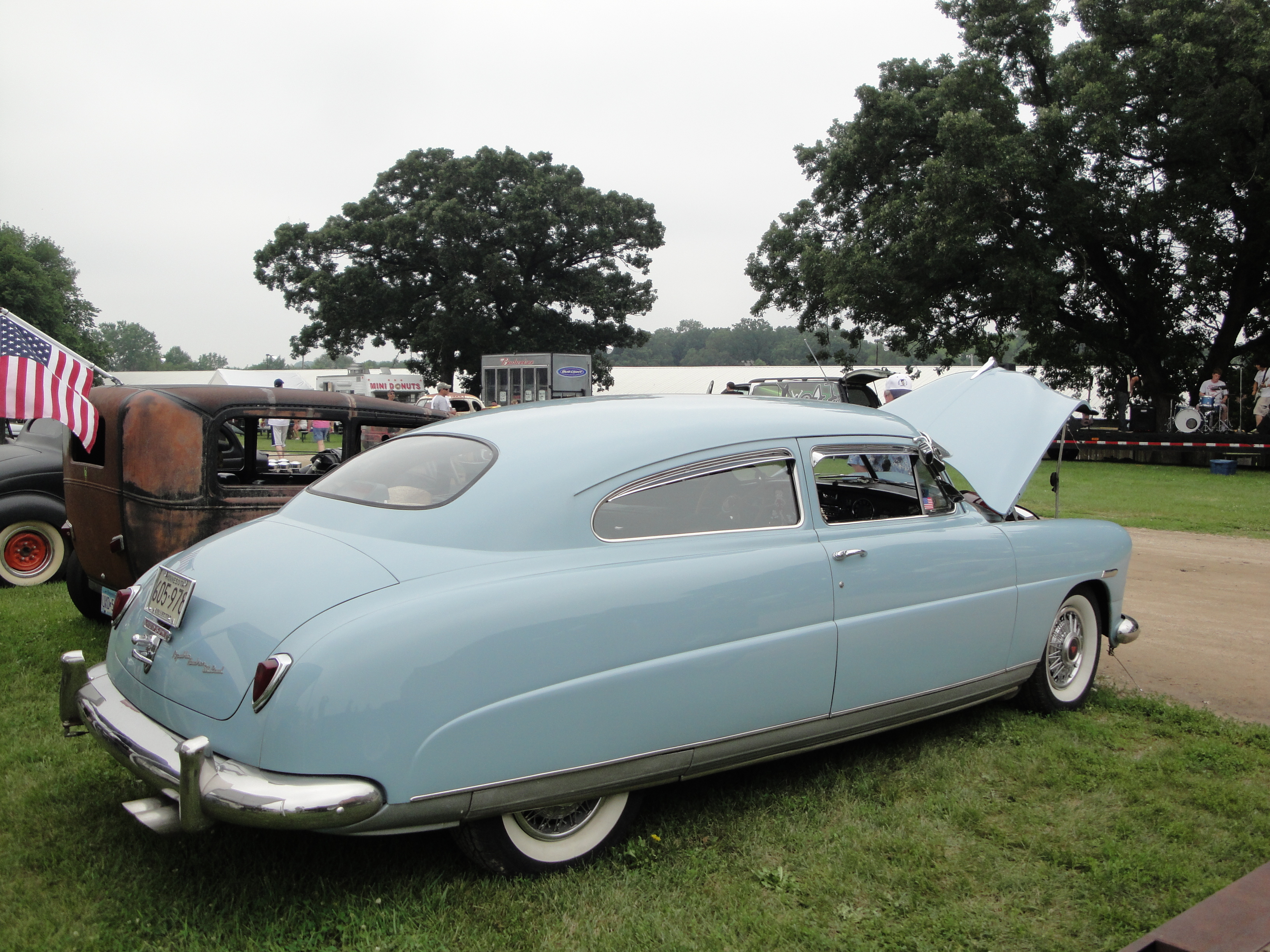
Hudson Super Six Coupe
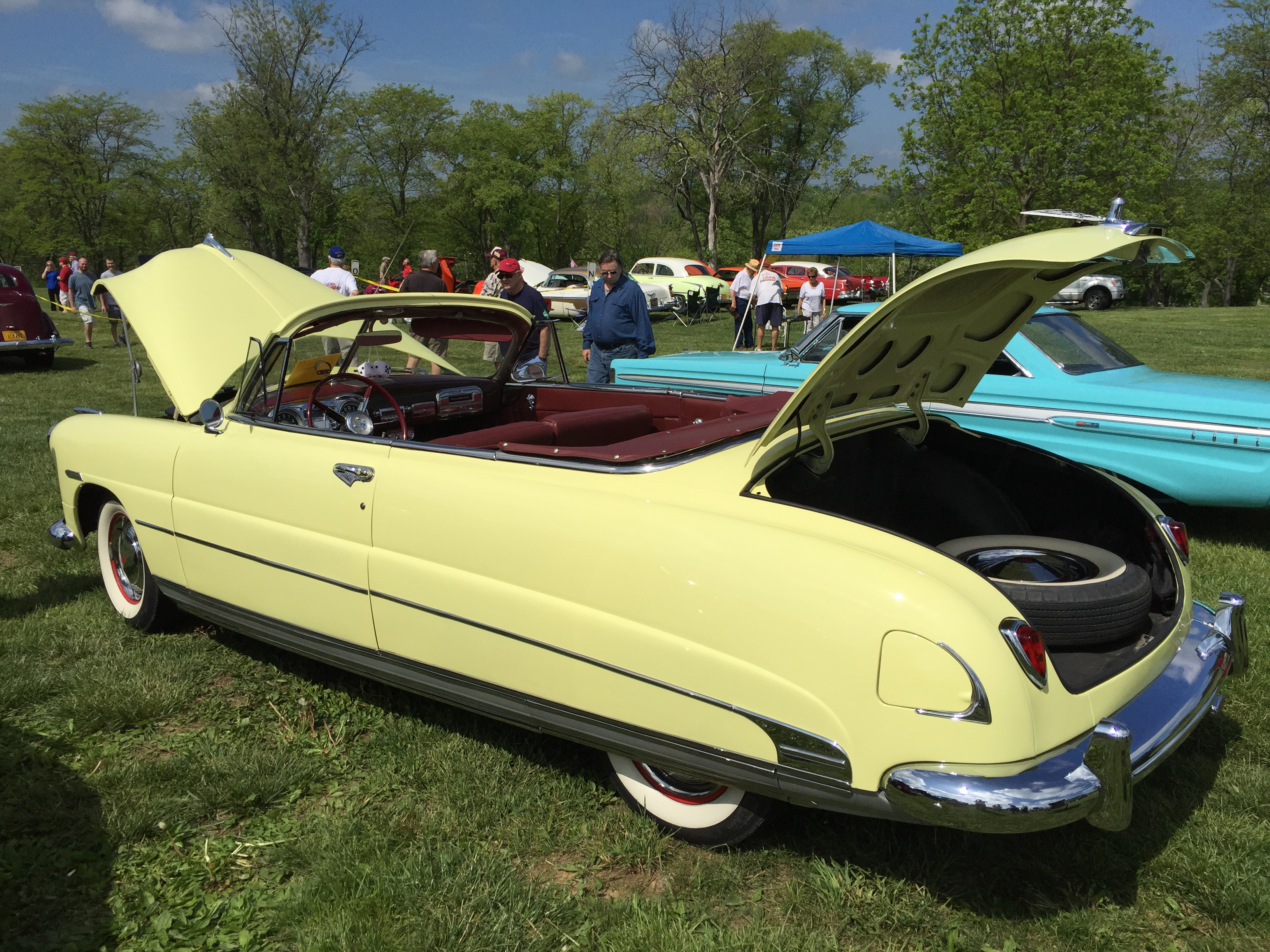
Hudson Super Six Cabriolet